# Cold Ash
Cold Ash  est un village et une paroisse civile du West Berkshire située 1 milles (1,609344 km) au nord de Thatcham et 2,5 milles (4,02336 km) au nord-est de Newbury.
Au recensement de 2001, Cold Ash avait la plus forte proportion de femmes par rapport aux hommes de toute zone urbaine au Royaume-Uni. [réf. nécessaire]

## Histoire
L'église paroissiale anglicane de Saint-Marc a été conçue par l'architecte CN Beazley et construite en 1864-65,.
Downe House School, un pensionnat pour filles, a été établi à Cold Ash en 1922. L'école a été fondée en 1907 par Olive Willis et s'est déplacée aux Cloisters à Cold Ash lorsque son emplacement d'origine, Downe House, l'ancien domicile de Charles Darwin, près de Bromley dans le Kent, est devenu trop petit pour l'école.
Cold Ash s'est construite autour d'une route de transhumance pour bovins, d'abord avec des maisons puis une vraie route a été construite (sans fondations, et la conduite est parfois lente dans la zone). Beaucoup de maisons sont de l'époque victorienne, quand la zone était utilisée comme terre agricole. Alors que maintenant les maisons sont principalement occupées par des personnes âgées et des médecins, il existe encore quelques fermes, telles qu'Ashmore Green Farm, dans la région.

## Équipement

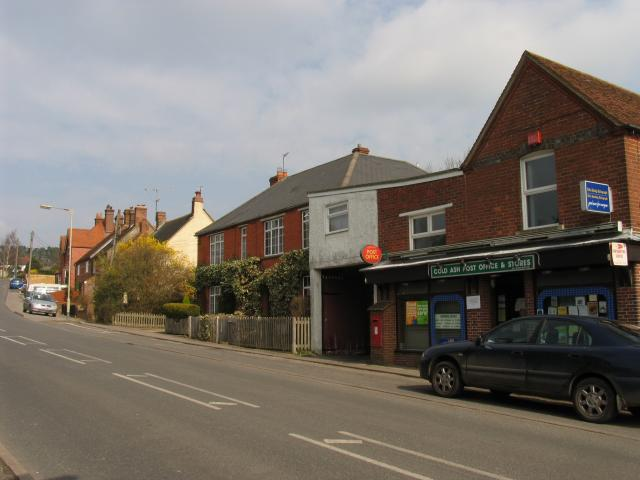
Bureau de Poste de Cold Ash

Cold Ash a deux pubs, le Castle Inn et le Spotted Dog, ainsi que The Sun in the Wood (Le Soleil dans le bois) qui se situe à Ashmore Green, une localité proche dans le même parish. Le Soleil dans le bois est un restaurant plus, le château étant très traditionnellement pub-like et le Spotted Dog une sorte de mélange des deux. Cold Ash possède un Women's Institute Cold Ash a aussi une école primaire appelée St.Marks, d'après le nom de la paroisse, avec environ 150 à 200 élèves âgés de 4 à 11 ans.
Le Acland Hall et l'aire de jeux (communément appelé le « rec ») est également à Cold Ash. La salle est utilisée pour de nombreux événements, mais ils ne permettent pas aux résidents de faire des fêtes d'anniversaire pour leurs 18 et 21èmes anniversaires, dans la mesure où le désordre occasionné est estimé trop couteux à régler. Le parc est assez petit, mais il dispose également de deux courts de tennis. Il y a beaucoup de terres, utilisées pour le football et le cricket.
Une citation d'un résident: « Il n'y a rien de réellement intéressant à Cold Ash en dehors de la Poste ».
Le village est également bien connu pour ses logements, dont certaines remontent au début de l'époque victorienne, et il y a plusieurs petites entreprises basées à Cold Ash.